# Irena Dubiska

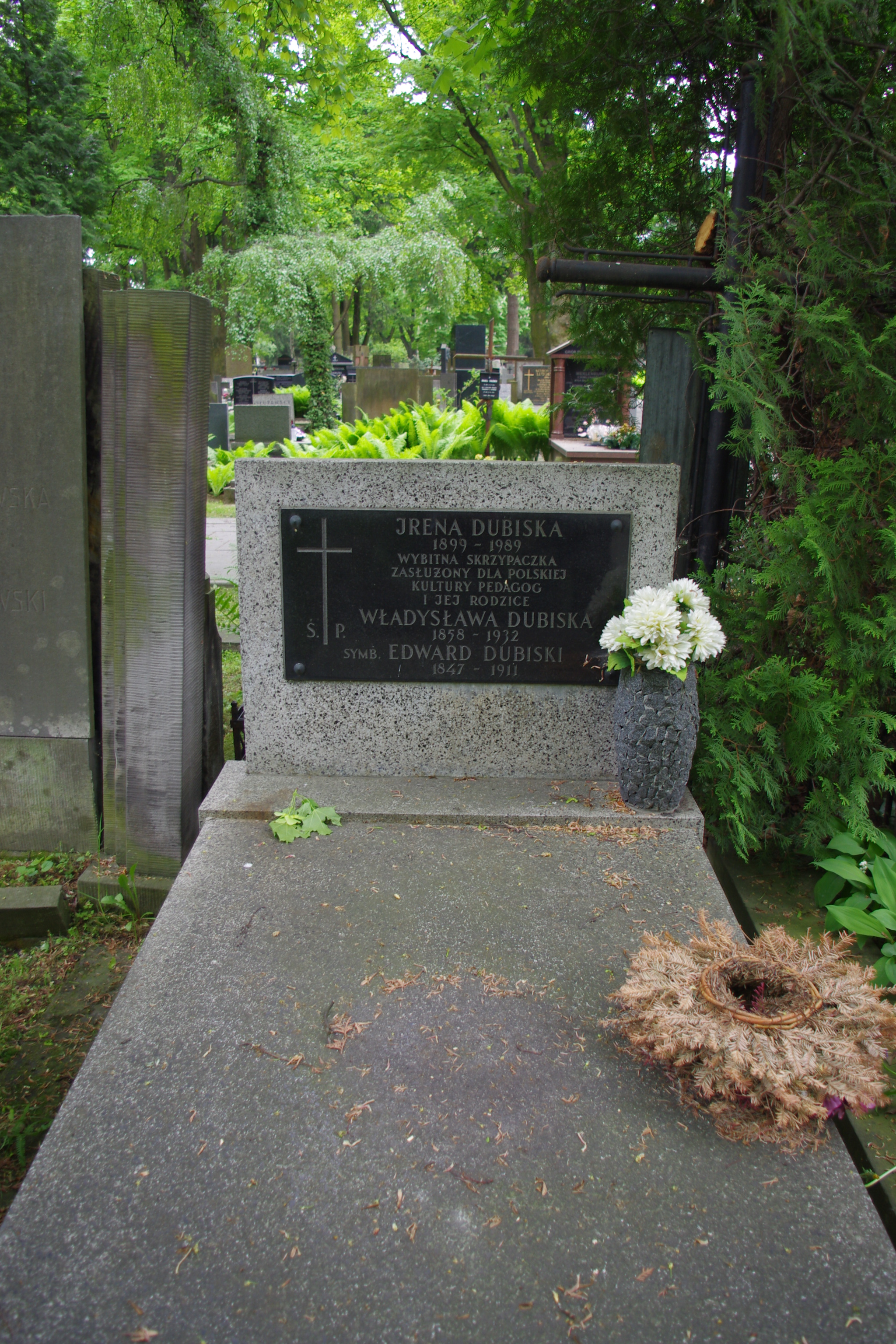
Grab von Irena Dubiska

Irena Dubiska (* 26. September 1899 in Inowrocław; † 1. Juni 1989 in Warschau) war eine polnische Geigerin und Musikpädagogin.

## Leben
Dubiska begann im Alter von fünf Jahren Geige zu spielen und schloss 1912 ein Violinstudium am Stern’schen Konservatorium in Berlin mit einer Goldmedaille ab. Von 1917 bis 1919 studierte sie bei Bronisław Huberman, nach 1920 nahm sie Unterricht bei Carl Flesch.
Ihr Debüt als Geigerin hatte Dubiska 1908 in Wittenberg. 1919 spielte sie in Warschau unter Leitung von Emil Młynarski das Violinkonzert D-Dur von Johannes Brahms. Von 1919 bis 1921 spielte sie in einem Streichquartett mit Mieczysław Fliederbaum, Emil Młynarski und Eli Kochański. 1922 führte sie mit großem Erfolg Mieczysław Karłowicz’ Violinkonzert in A-Dur unter Leitung von Grzegorz Fitelberg in Wien auf. Mit einem gemeinsamen Konzert in Vilnius begann 1927 ihre Zusammenarbeit mit Karol Szymanowski. 1930 gründete sie ein Quartett mit Fliederbaum, Mieczysław Szaleski und Zofia Adamska, das als Szymanowski-Quartett bekannt wurde. Bis zum Beginn des Zweiten Weltkriegs gastierte sie in vielen Ländern Europas, wobei sie häufig mit ihrem ehemaligen Lehrer Huberman Werke für zwei Violinen aufführte.
Von 1939 bis 1945 lebte Dubiska in Warschau, wo sie im Kaffeehaus Lardagello und in Bolesław Woytowicz’ Salon Sztuki auftreten konnte. Sie bildete in dieser Zeit mit Mieczysław Szaleski, Dezyderiusz Danczowski und Jerzy Lefeld ein Klavierquartett. Nachdem sie bereits nach dem Ersten Weltkrieg Violine am Warschauer Konservatorium unterrichtet hatte, lehrte sie nach dem Zweiten Weltkrieg an den Staatlichen Musikhochschulen von Lodz (1945–51 und ab 1973) und Warschau (1946–69). Von 1957 bis 1969 hatte sie zudem den Lehrstuhl für Streichinstrumente an der Universität Warschau inne.
An zahlreichen internationalen Musikwettbewerben beteiligte sich Dubiska als Jurorin, so am Wieniawski-Wettbewerb in Posen, dem Bach-Wettbewerb in Leipzig, dem Enescu-Wettbewerb in Bukarest und dem Tschaikowski-Wettbewerb in Moskau. Sie war zudem aktiv im Verband der polnischen Künstler und Musiker (SPAM), der Warschauer Musikgesellschaft und dem polnischen Verband der Geigenbauer. Unter anderem wurde sie mit dem Goldenen Verdienstkreuz der Republik Polen (1931) und dem Ritterkreuz des Orden Polonia Restituta (1956) ausgezeichnet. Zu ihren zahlreichen Schülern zählen Zenon Bąkowski, Zenon Brzewski, Maria Brylanka, Josef Hassid, Stefan Herman, Zenon Hodor, Igor Iwanow, Julia Jakimowicz, Piotr Janowski, Janusz Kucharski, Tomasz Michalak, Zenon Płoszaj, Stefan Rachoń, Edward Statkiewicz und Wanda Wiłkomirska.